# Carta-convite
O termo carta-convite refere-se normalmente a licitações-convite. Pode ser também um instrumento particular (carta) redigida por um indíviduo ou instituição a uma autoridade aeroportuária afirmando que o convidado portador do instrumento ficará sob sua responsabilidade durante sua estada em determinado país e período.

## No processo licitatório brasileiro
O instrumento contratual resultante de um processo licitatório, denominado carta-convite, é a mais simples de todos os demais instrumentos contratuais em uma licitação. Ela é utilizada para compras pequenas — no caso de aquisição de bens e serviços os para a execução de obras de engenharia que atendam, em geral, às necessidades do dia a dia dos governos nas três esferas do poder no âmbito do Distrito Federal, dos estados e municípios, das empresas públicas e de economia mista.
A carta-convite deve ser enviada a no mínimo três participantes (concorrentes), exceto quando através do edital for definido o motivo ou condição que torna único participante apto a tomar parte do processo licitatório. Por exemplo, a utilização de uma tecnologia dominada ou patenteada a um determinado participante. Conforme regulamentado pela lei ordinária brasileira nº 8.666/93.
O convite é uma modalidade de licitação (regulada pela lei brasileira nº 8.666/93) entre interessados do ramo pertinente a seu objeto, cadastrados ou não, escolhidos e convidados em número mínimo de três pela unidade administrativa, a qual afixará, em local apropriado, cópia do instrumento convocatório e o estenderá aos demais cadastrados na correspondente especialidade que manifestarem seu interesse com antecedência de até vinte e quatro horas da apresentação da proposta. Chama-se Carta-Convite quando a referida carta substitui o edital da licitação.
Essa modalidade somente poderá ser aplicada para valores até R$ 176 mil no caso de materiais e serviços e até R$ 330 mil para a execução de obras de engenharia. Pode ser escrito, anunciado ou até repassado de pessoa pra pessoa.